# Aldeanueva de Barbarroya (kommunhuvudort)
Aldeanueva de Barbarroya är en kommunhuvudort i Spanien.   Den ligger i provinsen Toledo och regionen Kastilien-La Mancha, i den centrala delen av landet, 130 km sydväst om huvudstaden Madrid. Aldeanueva de Barbarroya ligger 492 meter över havet och antalet invånare är 733.
Terrängen runt Aldeanueva de Barbarroya är kuperad söderut, men norrut är den platt.Runt Aldeanueva de Barbarroya är det glesbefolkat, med 14 invånare per kvadratkilometer. Närmaste större samhälle är Calera y Chozas, 14,1 km norr om Aldeanueva de Barbarroya. Trakten runt Aldeanueva de Barbarroya består till största delen av jordbruksmark.